# نگهبانان (فیلم ۲۰۲۴)
نگهبانان (به انگلیسی: The Watchers) یک فیلم فراطبیعی ترسناک آمریکایی محصول سال ۲۰۲۴ به نویسندگی و کارگردانی ایشانا نایت شامالان است که بر اساس رمانی به همین نام می‌باشد. داکوتا فانینگ و جرجینا کمبل بازیگران اصلی این فیلم هستند.
فیلمبرداری از ژوئیه تا سپتامبر ۲۰۲۳ در ایرلند انجام شد. نگهبانان در ایالات متحده، بریتانیا و ایرلند توسط برادران وارنر در ۷ ژوئن ۲۰۲۴ اکران شد. این فیلم با نقدهای متفاوت تا منفی از سوی منتقدان مواجه شد.

## داستان
نیلا هنرمند ۲۸ ساله در جنگلی وسیع و دست نخورده در ایرلند غربی گیر می‌افتد. پس از یافتن پناهگاه، او ناخودآگاه در کنار سه غریبه که هر شب توسط موجودات مرموز تحت نظر و تعقیب قرار می‌گیرند، گرفتار می‌شود.

## بازیگران
- داکوتا فانینگ در نقش نیلا
- جرجینا کمبل در نقش کیارا
- الیور فینیگان در نقش دنیل
- آلون فوئره در نقش نارین
- آلیستر برامر در نقش جان
- جان لینچ (بازیگر) در نقش پروفسور

## تولید
فیلمبرداری اصلی در دوبلین، ویکلو و گالوی از ژوئیه تا سپتامبر ۲۰۲۳ انجام شد.